# Andofetra Rakotojaona
Andofetra Rakotojaona (* 1986) ist ein madagassischer Fußballschiedsrichter.
Seit 2014 steht er auf der Liste der FIFA-Schiedsrichter und leitet internationale Fußballspiele, unter anderem in der CAF Champions League.
Beim Afrika-Cup 2019 in Ägypten leitete Rakotojaona ein Spiel in der Gruppenphase. Zudem war er beim U-23-Afrika-Cup 2019 in Ägypten und bei der Afrikanischen Nationenmeisterschaft 2021 in Kamerun im Einsatz.